# Tanc lleuger

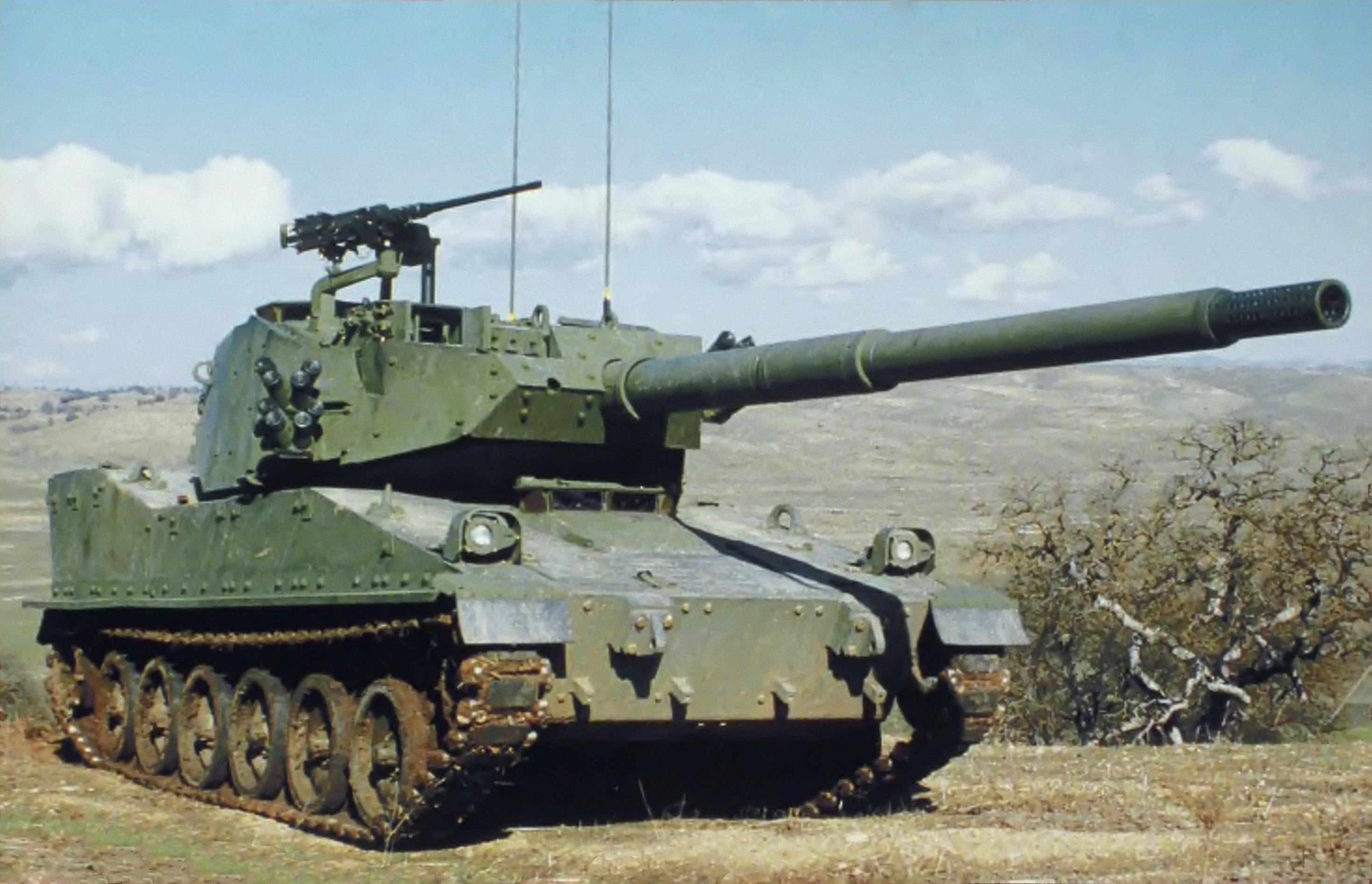
El M8 Armoured Gun System amb un canó de 105mm

Un tanc lleuger es un tipus de tanc que inicialment es va dissenyar amb l'objectiu d'arribar a assolir grans velocitats, i avui en dia s'usen principalment en rols de reconeixement militar, o en suport de forces expedicionàries, on els tancs “usuals”, és a dir els MBT (de l'anglès “main battle tanc”, en català: “tanc de batalla principal”) no poden ser utilitzats. Els primers tancs lleugers tenien un blindatge i armament similar als Automòbils blindats, però amb la diferència que disposaven una velocitat camp a travessa més ràpida.
El ràpid tanc lleuger va ser una de les armes més importants de la Segona Guerra Mundial, ja que gairebé tots els exèrcits en posseïen algun. En aquest conflicte el seu ús era el de penetrar en les línies enemigues i donar pas a vehicles mes pesants. Diversos dissenys de “tanquetes” van ser desenvolupats durant aquest període, com per exemple el M1 Combat Car americà o la L3/35 italiana.
El tanc lleuger ha sigut un dels pocs tancs que ha pogut sobreviure l'aparició dels MBT, i té una gran varietat d'usos, des del suport de les tropes aerotransportades o atacs amfibis fins al reconeixement i petits combats contra vehicles poc blindats o infanteria. Actualment, els Vehicles de combat d'infanteria estan substituint els tancs lleugers en molts dels seus rols, més que res per la seva disponivilitat, i son més barats que dissenyar i construir un vertader tanc lleuger.

## Història

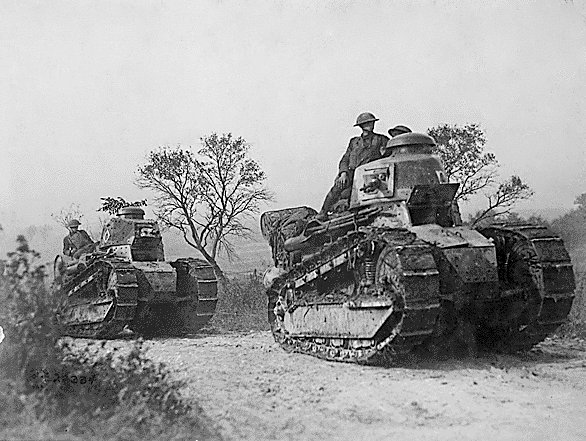
Tanc Renaul FT sent operat per tropes americanes en la Primera Guerra Mundial

La seva primera aparició va ser en la Primera Guerra Mundial, en el bàndol aliat, i més específicament, del part dels francesos, amb el seu Renault FT. Aquest tanc, era considerat alta en la seva època, ja que comptava amb una torreta capaç de rotar 360 graus, una velocitat superior a la majoria dels altres tancs de l'època i no estava tant blindat ni armat com els tancs pesats o mitjans que ja hi havien.

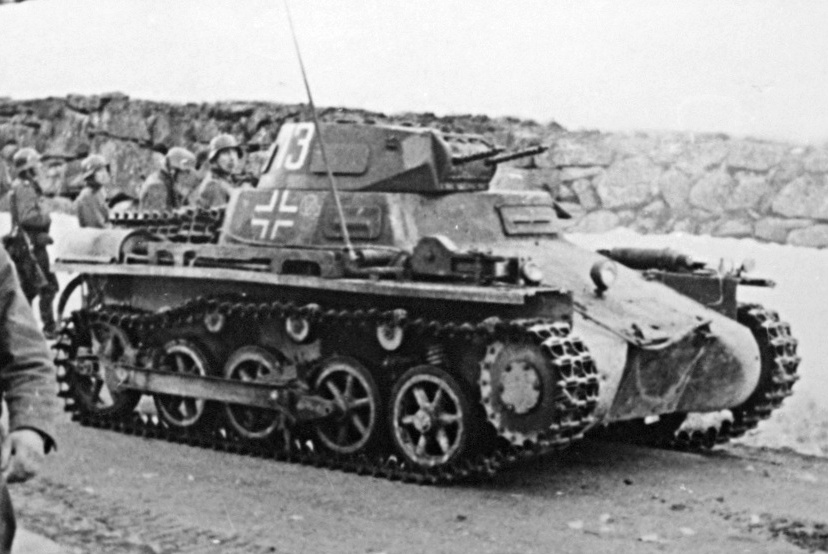
Un tanc Panzer I en combat durant la invasió de Noruega per part alemanya

Durant la Segona Guerra Mundial, es van començar a desenvolupar molts tancs lleugers, i tenien com a referència alguns dels tancs fets en el període de la postguerra. Alguns dels més famosos d'aquest conflicte podrien ser el T-26 soviètic o el Panzer I alemany, que van veure combat per primera vegada en la Guerra Civil Espanyola, com a tancs principals en les dues bandes. Més tard, van anar sent reemplaçats en molts rols per tancs pesats i mitjans.
Durant el període de la guerra freda, els tancs lleugers van començar a assolir diversos rols, que mai abans havien pogut assolir, com per exemple, ser aerotransportats, o tindre capacitats amfíbies. Aquesta època va ser una carrera constant entre els Estats Units i la Unió Soviètica per obtenir el millor armament, el qual també incloïa els tancs lleugers.

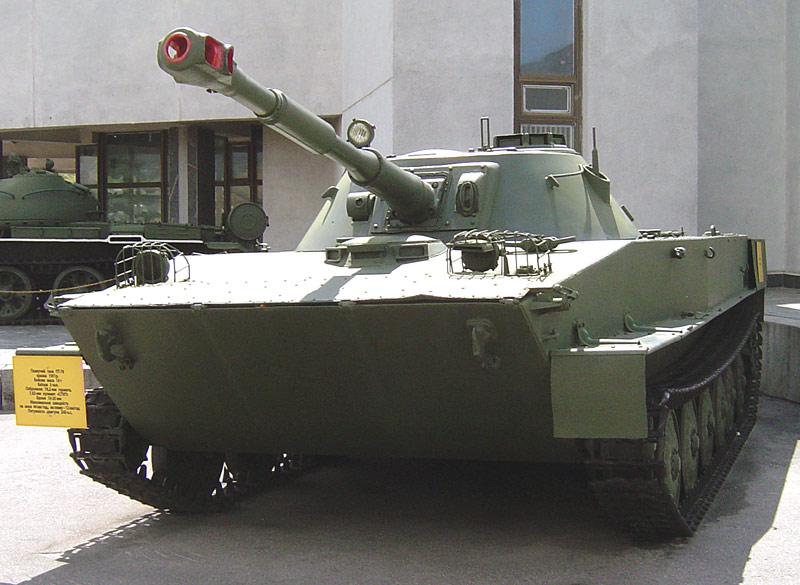
El tanc soviètic PT-76, un exemple de tanc amfibi, el qual podia ser utilitzat tant per terra com per mar amb uns canvis mínims.

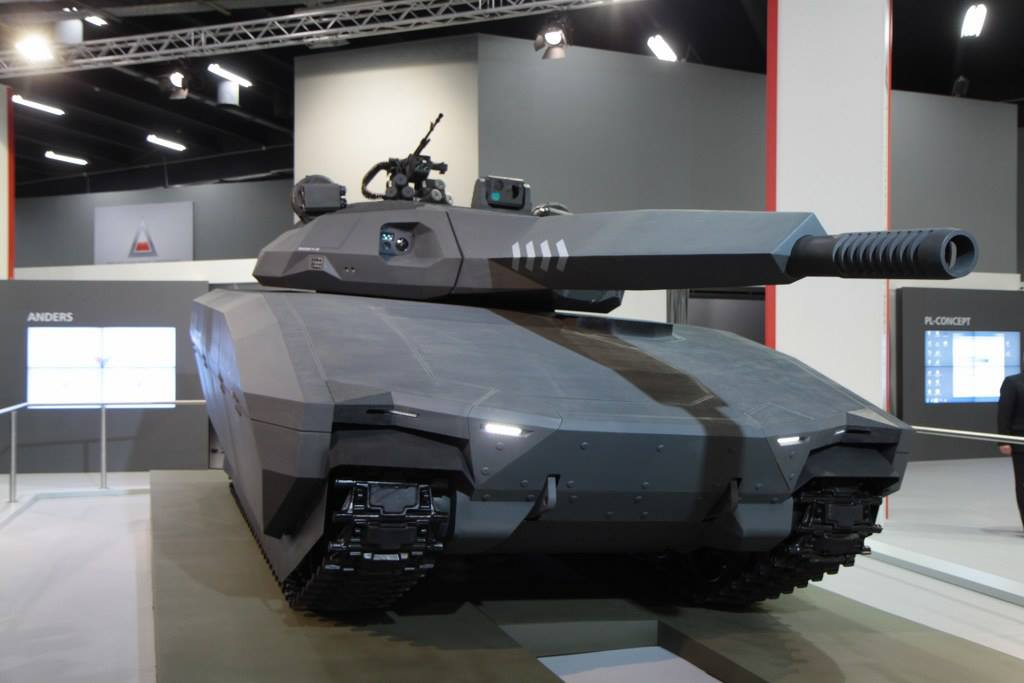
El tanc lleuger polonès PL-01, un exemple de la modernització d'aquest genere de vehicles

Els tancs lleugers estan començant a ser reemplaçats per els més senzills, barats i amb més rols Vehicles de combat d'infanteria, amb menys tripulació i que permeten formacions més grans, que poden assolir els rols des de transport de tropes, combat amb infanteria i atac a altres vehicles, blindats o no. Fins i tot, en alguns països ja han sigut retirats del servei.